# IJssel
IJssel je řeka v Nizozemsku na území provincií Gelderland a
Overijssel. Je to pravé rameno dolního toku řeky Rýn. Je 123 km dlouhá.

## Průběh toku
Od Rýnu se odděluje nedaleko města Arnhem. Řeka protéká rovinou a kolem jejího koryta byly vybudovány ochranné protipovodňové hráze. Ústí do uměle vytvořeného jezera IJsselmeer, které bylo dříve jižní částí zálivu Zuiderzee a které vzniklo v rámci realizace projektu Zuiderzeewerken.

## Vodní stav
Průměrný průtok vody činí přibližně 280 m³/s a maximální 2000 m³/s. Nejvyšších vodních stavů dosahuje v zimě, kdy úroveň hladiny může stoupnout o 4 až 7 m.
Vodní doprava je možná po celé délce toku. Je spojená sítí kanálů se severními a východními částmi země. V údolí řeky leží města Deventer a Zwolle.